# Robert Kazinsky
Robert Kazinsky, właśc. Robert John Appleby (ur. 18 listopada 1983 w Haywards Heath w hrabstwie West Sussex) – brytyjski aktor filmowy i telewizyjny, model. Jego pseudonim Kazinsky pochodzi od środkowego nazwiska dziadka.

## Życiorys

### Wczesne lata
Urodził się w Haywards Heath w żydowskiej rodzinie jako syn Phyllis i Paula Appleby’ów, którzy byli potomkami imigrantów z Polski i Rosji. Dorastał w Brighton ze starszym bratem Michaelem. Uczęszczał do Hove Park School w Hove w East Sussex, niedaleko Brighton, i brał tam udział w przedstawieniach, w tym Bugsy Malone i Sen nocy letniej. W wieku 18 lat zdobył stypendium w Guildford School of Acting w Guildford, gdzie studiował aktorstwo od września 2002 do lipca 2005 roku.

### Kariera
Występował w izraelskich reklamach telewizyjnych. W 2005 roku debiutował w jednym z odcinków dziecięcego programu CBBC The Basil Brush Show jako Sven Garley. Następnie dostał rolę Caspera Rose w serialu Sky 1 Dream Team (2005–2006). Popularność przyniosła mu rola Seana Slatera w serialu BBC One EastEnders (2006-2009), za którą zdobył dwukrotnie nagrodę Inside Soap Awards (2008), dwie Soaper Star Awards (2008), Eastenders Awards (2009), All About Soap Awards (2009) i British Soap Awards (2009). W filmie Guillermo del Toro Pacific Rim (2013) zagrał postać Chucka Hansena.

## Filmografia

### Filmy fabularne
- 2009: Love (film krótkometrażowy) jako Mikey
- 2009: Cowboy (film krótkometrażowy) jako Mark
- 2012: Red Tails jako Chester Barnes
- 2013: Pacific Rim jako Chuck Hansen
- 2013: Siren jako Guy
- 2015: Gorący pościg (Hot Pursuit) jako Randy

### Seriale TV
- 2005: The Basil Brush Show jako Sven Garley
- 2005–2006: Dream Team jako Casper Rose
- 2006-2009: EastEnders jako Sean Slater
- 2010: Prawo i porządek: Los Angeles jako Ronnie Powell
- 2010: Bracia i siostry jako dr Rick Appleton
- 2013: Robot Chicken jako George Jetson (głos)
- 2013: Czysta krew jako Macklyn Warlow